# Krasznij Csikoj
Krasznij Csikoj (oroszul: Красный Чикой) falu Oroszország ázsiai részén, a Bajkálontúli határterületen, a Krasznij Csikoj-i járás székhelye.
Korábbi neve Krasznij Jar. 1933-ban Krasznij Csikoj néven lett az azonos nevű járás székhelye.

## Elhelyezkedése
A Csikoj (a Szelenga mellékfolyója) jobb partján, Csitától 561 km-re délnyugatra helyezkedik el, Burjátföld határa mellett. A legközelebbi vasútállomás 148 km-re, Petrovszk-Zabajkalszkijban van.

## Népessége
- 2002-ben 7133 fő[2]
- 2010-ben 7063 fő volt.[3]